# Anabar
Anabar este un district din Nauru cu 855 locuitori aproximativ și o suprafață de 1,5 km ².